# The Anime Encyclopedia
«The Anime Encyclopedia: A Guide to Japanese Animation Since 1917» (укр. «Енциклопедія аніме: Посібник про японську анімацію з 1917 року») — енциклопедія 2001 року, написана Джонатаном Клементсом і Гелен Маккарті. Вона був опублікована у 2001 році видавництвом Stone Bridge Press у Сполучених Штатах, а «переглянуте та розширене» видання було випущено у 2006 році. У Великій Британії її опублікувало видання Titan Books. Третє видання було випущено 3 березня 2015 року з підзаголовком A Century of Japanese Animation (укр. «Століття японської анімації»). Книга подає огляд більшості відомих творів аніме, починаючи з 1917 року.

## Сприйняття
Джордж Філліпс з Anime News Network схвалює енциклопедію за «глибокий аналіз кількох великих серіалів та обговорення сотень аніме, про які на Заході рідко (якщо взагалі коли-небудь) чули», але критикує її за назви, які «не вказані в списку під іменами, які ви підозрюєте; спочатку може бути досить заплутаним». Фред Паттен з Animation World Network коментує, що книга «більша на 300 сторінок та розширена на 40 %» у її «переглянутому та розширеному» виданні порівняно з оригінальним томом. Він хвалить енциклопедію за те, що вона «розрахована на всіх читачів; як для неспеціалістів, так і для експертів (фанатів і науковців)». Рідван Хан із Animefringe хвалить книгу за те, що «записи підсумовують сюжет, висловлюють думку та часто обговорюють цікаві моменти, у тому числі подібні аніме чи історичне коріння. Значки, що вказують на присутність нецензурної лексики, оголеного тіла та насильства, що є корисним для багатьох, включаючи бібліотекарів, батьків і керівників клубів». Патрік Масіас з The Japan Times коментує: «хоча майстерність Клементса та Маккарті в японській культурі, як високій, так і низькій, вражаюча, автори іноді спотикаються, намагаючись вийти за межі своєї сфери знань». Валері Мак'юен високо оцінює книгу, кажучи: «Лише найпалкіший шанувальник аніме вважав би, що в цьому томі бракує деталей. [Він] простий у використанні, повністю проіндексований і має перехресні посилання з назвами японською та англійською мовами». Сара з Anime UK News критикує книгу, кажучи, що описи Клемента та Маккарті «можуть видавати особисті уподобання, які можуть не збігатися з уподобаннями читача».